# Savage Garden
Pour les articles homonymes, voir Savage.
Savage Garden est un duo pop rock australien formé en 1994 à Brisbane dans le Queensland. 
Le duo, composé de Darren Hayes au chant et de Daniel Jones (clavier, guitare) se sépare en 2001, après avoir rencontré un succès international entre 1997 et 2000. Leurs titres les plus connus demeurent Truly Madly Deeply, To the Moon and Back, I Want You, The Animal Song, et I Knew I Loved You. Leurs deux seuls albums, Savage Garden et Affirmation, ont été numéro un dans leur Australie natale et ont atteint le Top 10 au Royaume-Uni aussi bien qu'aux États-Unis. Le duo est connu pour avoir remporté un record de 10 prix aux ARIA Music Awards de 1997, récompensant la qualité de leur premier album et de ses titres.

## Historique

### Formation
Au départ, Darren Hayes (chanteur, parolier) et Daniel Jones (compositeur, instrumentiste) se rencontrent en janvier 1993 grâce à une annonce publiée par Daniel dans un magazine musical local de Brisbane. Daniel était en effet à la recherche d'un chanteur pour son groupe Red Edge, qu'il avait formé avec ses frères. Darren, alors étudiant à l'université, fut le seul postulant et fut donc retenu.
Le courant passe tout de suite entre les deux hommes et ils décident de quitter Red Edge pour travailler en duo. Après une brève période en 1994 au cours de laquelle ils jouent sous le nom de Crush, ils adoptent le nom de Savage Garden. Le duo tire son nom de l'œuvre de l'écrivaine américaine Anne Rice.
Fin 1994, les deux jeunes hommes ont déjà composé suffisamment de titres pour composer une démo, dont ils envoient 150 copies à divers studios d'enregistrement dans le monde. John Woodruff est le seul à leur répondre positivement. Il devient leur manager et négocie un contrat avec Roadshow/Warner Music. En 1995, ils sont en studio pour travailler sur leur premier album avec le producteur Charles Fisher, connu pour son travail avec Air Supply dans les années 1980.

### Premier album
En juillet 1996, Savage Garden sort son premier single I Want You sous le label Roadshow Music. Le titre atteint la position numéro 4 sur les charts australiens et dans les classements réalisés sur l'ensemble de l'année, devient le single le mieux classé parmi ceux interprétés par un artiste australien,. Dès le 30 septembre, ils sont nommés par l'ARIA, qui représente l'industrie du disque en Australie, dans la catégorie « Breakthrough Artist – Single », toujours pour I Want You. Leur succès leur attire l'attention de labels internationaux, et ils signent chez Columbia Records. En novembre, ils sortent To the Moon and Back, qui sera numéro 1 en Australie en janvier 1997.
I Want You lance leur carrière en Amérique du Nord en février 1997, se classant quatrième au Billboard Hot 100 aux États-Unis. Dès avril, le titre était déjà disque d'or selon la Recording Industry Association of America (RIAA). Au Canada, le single est numéro 1.
Truly Madly Deeply, troisième single du duo en Australie, est lancé en mars et deviendra finalement leur premier numéro 1 aux États-Unis. Cette chanson est devenue la plus célèbre du duo, et est accompagnée d'une vidéo tournée à Paris. Dans le clip, deux jeunes amoureux séparés par les circonstances se recherchent désespérément dans la capitale française. On voit la jeune femme débarquer d'un train dans une gare parisienne, possiblement la Gare du Nord, tandis que l'homme se trouve aux alentours de la Basilique du Sacré-Cœur de Montmartre. Pendant qu'ils essaient de se retrouver, Darren Hayes parcourt lui aussi Paris, effectuant notamment des détours par la place de la Concorde et Jardin des Tuileries, et servant de narrateur à cette trame amoureuse. Vers la fin de la vidéo, Darren fait son entrée dans un petit bar/salle de concert parisien (Le Piano Vache dans le 5e arrondissement) où il retrouve Daniel Jones qui joue de la guitare. Dans le même temps, le couple d'amoureux finit par se retrouver au pied de la tour Saint-Jacques, en plein cœur de Paris. La vidéo se termine sur un plan de Daniel Jones et Darren Hayes sortant de leur salle de concert et croisant les deux jeunes amoureux, tout heureux de s'être revus. On a appris plus tard que Darren Hayes tenait absolument à tourner cette vidéo dans la ville de Paris, qu'il considère comme la plus romantique au monde.
En mars 1997, le premier album éponyme du groupe fait son entrée dans le hit-parade australien au rang de numéro 1. Selon l'historien de la musique rock Ian McFarlane, « cet opus révèle l'influence profonde de la pop britannique des années 1980 sur les compositions de Hayes et Jones. Des mélodies de Tears for Fears se mêlent allègrement à des accords de style Eurythmics, tandis que la guitare, évoquant The Cure, fait office de cerise sur le gâteau. ». En outre, dans ses projets solo, Darren Hayes a souvent effectué des références à Simon Le Bon de Duran Duran et surtout à George Michael et Wham!, reprenant même le titre Last Christmas en 1998. Le titre Break Me Shake Me s'inspire quant à lui de Madonna et Michael Jackson, Hayes expliquant que les paroles de la chanson mettent en scène une confrontation verbale entre une fille (fan de Madonna) et le chanteur, fan du King of Pop.
L'album est lancé à l'international deux semaines plus tard. I Want You atteint le rang numéro 11 au Royaume-Uni en avril et fin mai, To the Moon and Back était la chanson la plus diffusée sur les radios américaines. En juin, pendant que l'album atteignait la place de numéro 3 au Billboard 200 et qu'il était certifié disque d'or par la RIAA en Australie, un quatrième single, Break Me Shake Me, fut lancé. En septembre, Savage Garden établit deux records aux ARIA Awards annuels, récompensant les artistes les plus appréciés en Australie. L'album Savage Garden et ses titres firent l'objet de 13 nominations dans différentes catégories et surtout, sur ces 13 nominations, le duo Hayes-Jones repartit avec 10 prix, un record qui demeure à ce jour.
Deux mois plus tard, Universe devint le cinquième single du duo en Australie. Truly Madly Deeply, distribué comme leur troisième single aux États-Unis, y devint numéro un en janvier 1998. Ce faisant, Savage Garden réalisait un véritable exploit, mettant fin à 14 semaines de règne de Candle in the Wind d'Elton John dans les charts outre-Atlantique. Fin 1998, Truly Madly Deeply avait déjà acquis le statut de chanson la plus diffusée sur les radios aux États-Unis, ainsi que celui premier single sans face B à tenir une année entière au Billboard Hot 100. En novembre 1998, Santa Monica, le titre final de l'album, fut lancé uniquement au Japon, accompagné d'une vidéo live au Hard Rock Café.
En 2005, l'album Savage Garden avait obtenu les certifications suivantes : 12x disque de platine en Australie ; 7x disque de platine aux États-Unis; 3x disque de platine au Canada et 2x disque de platine en Nouvelle-Zélande, à Singapour et au Royaume-Uni.

### Affirmation
En février 1999, The Animal Song, qui fait partie de la bande originale du film The Other Sister, devient numéro 3 en Australie et numéro 20 au Royaume-Uni et aux États-Unis. En septembre, le duo sort I Knew I Loved You, une ballade romantique qui sera classée no. 4 en Australie et no. 10 au Royaume-Uni. Cette sortie est suivi en novembre du second album studio du duo, Affirmation, produit par Walter Afanasieff, un collaborateur notamment de Ricky Martin, Mariah Carey et Céline Dion. Le critique musical Ian McFarlane décrit l'album comme « de la pop pure, non frelatée, renforcée par ses mélodies séduisantes, un son lisse et une production classieuse. ».
L'album devient numéro un en Australie, où il sera éventuellement 8 fois disque de platine. Un mois après sa sortie, il est déjà disque de platine aux États-Unis, en grande partie en raison du single I Knew I Loved You. Ce dernier morceau est non seulement single numéro un en février 2000, mais aussi titre le plus diffusé aux États-Unis durant toute l'année. La vidéo du single est tournée dans le métro de New York, faisant écho à celle de Truly Madly Deeply qui avait pour cadre Paris. On y voit notamment apparaitre une jeune Kirsten Dunst.
Affirmation marque un nouveau tournant pour Savage Garden : on y retrouve un son plus pop qu'auparavant. Darren Hayes et Daniel Jones concluent l'année en remportant deux prix aux Billboard Music Awards: 'Adult Contemporary Single of the Year' et 'Hot 100 Singles Airplay of the Year', plus deux autres pour le single I Knew I Loved You ('Best Adult Contemporary Video' et 'No. 1 Adult Contemporary Song of the Year').
En février 2000, au moment où Crash and Burn devient le troisième single de l'album, Truly Madly Deeply, sorti en 1997, est toujours présent sur le Monitor/Billboard Adult Contemporary Airplay Chart, établissant un nouveau record de présence sur ce classement. Il n'en sortira qu'au bout de 124 semaines, pendant que Crash and Burn, une douce ballade rythmée, atteignait un pic de no. 24 au classement. Quant au morceau I Knew I Loved You, il restera sur ce même classement pendant 114 semaines.

### Séparation
Dès fin 2000, des rumeurs circulaient déjà quant à une séparation du duo, vu que Darren Hayes avait commencé à travailler sur un projet d'album solo. Hayes annonça que Daniel Jones avait décidé de prendre un congé sabbatique afin de mettre sur pied son propre studio d'enregistrement. Il était prévu que les deux se réuniraient au début de 2002.
Toutefois, en octobre 2001, Hayes annonça la dissolution du groupe. Jones et lui étaient tombés d'accord pour se séparer après avoir complété la tournée de leur deuxième album. Après l'annonce, le site web du groupe diffusa le communiqué suivant :
« Nous sommes extrêmement reconnaissants envers nos fans à travers le monde du soutien incroyable qu'ils nous ont apporté durant toutes ces années. Le succès de Savage Garden, et le temps passé ensemble fut une expérience incroyable, que nous n'oublierons jamais. Nous espérons simplement que vous comprenez tous notre besoin de continuer à grandir. »
Au cours d'une entrevue, Hayes expliqua que, quelques semaines avant la sortie de leur second album, Jones avait fait part de son malaise concernant la notoriété acquise par le duo. Cette attention le mettait mal à l'aise. Quant à Hayes, il voulait faire son chemin dans l'industrie musicale en tant qu'artiste solo. Son premier single solo, Insatiable, vit le jour en janvier 2002 et fut suivi de l'album Spin en mars.
En août 2007, Hayes fut interrogé par le Daily Telegraph quant à l'éventualité d'une reformation du groupe. Sa réponse fut catégorique : « Non, jamais. Une fois j'ai dit que je ne le ferais que si cela pouvait guérir le cancer, et c'est toujours ce que je pense. »